# … Sings Modern Talking: In The Middle Of Nowhere
… Sings Modern Talking: In The Middle Of Nowhere – dwudziesty drugi album niemieckiego piosenkarza Thomasa Andersa, wydany 8 sierpnia 2025 roku. Jest to czwarty album z serii Thomas Anders ...sings Modern Talking.

## Lista utworów
| Nr  | Tytuł utworu                                                         | Długość |
| --- | -------------------------------------------------------------------- | ------- |
| 1.  | „Geronimo's Cadillac (Thomas' Version)”                              | 3:19    |
| 2.  | „Riding On A White Swan (Thomas' Version)”                           | 3:55    |
| 3.  | „Give Me Peace On Earth (Thomas' Version)”                           | 4:07    |
| 4.  | „Sweet Little Sheila (Thomas' Version)”                              | 3:23    |
| 5.  | „Ten Thousand Lonely Drums (Thomas' Version)”                        | 3:30    |
| 6.  | „Lonely Tears In Chinatown (Thomas' Version)”                        | 3:33    |
| 7.  | „In Shaire (Thomas' Version)”                                        | 3:46    |
| 8.  | „Stranded In The Middle Of Nowhere (Thomas' Version)”                | 4:34    |
| 9.  | „The Angels Sing In New York City (Thomas' Version)”                 | 3:35    |
| 10. | „Princess Of The Night (Thomas' Version)”                            | 4:05    |
| 11. | „Cherokee Highway (New Bonus Track)”                                 | 3:41    |
| 12. | „Voodoo Love (New Bonus Track)”                                      | 3:20    |
| 13. | „Geronimo's Cadillac (Thomas' Version - In The Mix)”                 | 2:40    |
| 14. | „Riding On A White Swan (Thomas' Version - In The Mix)”              | 2:55    |
| 15. | „Give Me Peace On Earth (Thomas' Version - In The Mix)”              | 2:21    |
| 16. | „Sweet Little Sheila (Thomas' Version - In The Mix)”                 | 2:53    |
| 17. | „Ten Thousand Lonely Drums (Thomas' Version - In The Mix)”           | 2:46    |
| 18. | „Lonely Tears In Chinatown (Thomas' Version - In The Mix)”           | 3:02    |
| 19. | „In Shaire (Thomas' Version - In The Mix)”                           | 3:10    |
| 20. | „Stranded In The Middle Of Nowhere (Thomas' Version - In The Mix)”   | 3:18    |
| 21. | „The Angels Sing In New York City (Thomas' Version - In The Mix)”    | 2:59    |
| 22. | „Princess Of The Night (Thomas' Version - In The Mix)”               | 3:25    |
| 23. | „Cherokee Highway (New Bonus Track - In The Mix)”                    | 2:55    |
| 24. | „Voodoo Love (New Bonus Track - In The Mix)”                         | 2:47    |
| 25. | „Geronimo's Cadillac (Thomas' Version - Instrumental)”               | 3:19    |
| 26. | „Riding On A White Swan (Thomas' Version - Instrumental)”            | 3:55    |
| 27. | „Give Me Peace On Earth (Thomas' Version - Instrumental)”            | 4:07    |
| 28. | „Sweet Little Sheila (Thomas' Version - Instrumental)”               | 3:23    |
| 29. | „Ten Thousand Lonely Drums (Thomas' Version - Instrumental)”         | 3:30    |
| 30. | „Lonely Tears In Chinatown (Thomas' Version - Instrumental)”         | 3:33    |
| 31. | „In Shaire (Thomas' Version - Instrumental)”                         | 3:46    |
| 32. | „Stranded In The Middle Of Nowhere (Thomas' Version - Instrumental)” | 4:34    |
| 33. | „The Angels Sing In New York City (Thomas' Version - Instrumental)”  | 3:35    |
| 34. | „Princess Of The Night (Thomas' Version - Instrumental)”             | 4:05    |
| 35. | „Cherokee Highway (New Bonus Track - Instrumental)”                  | 3:41    |
| 36. | „Voodoo Love (New Bonus Track - Instrumental)”                       | 3:20    |
|     |                                                                      | 2:04:47 |

Na podstawie Discogs.